# Mazandaranie

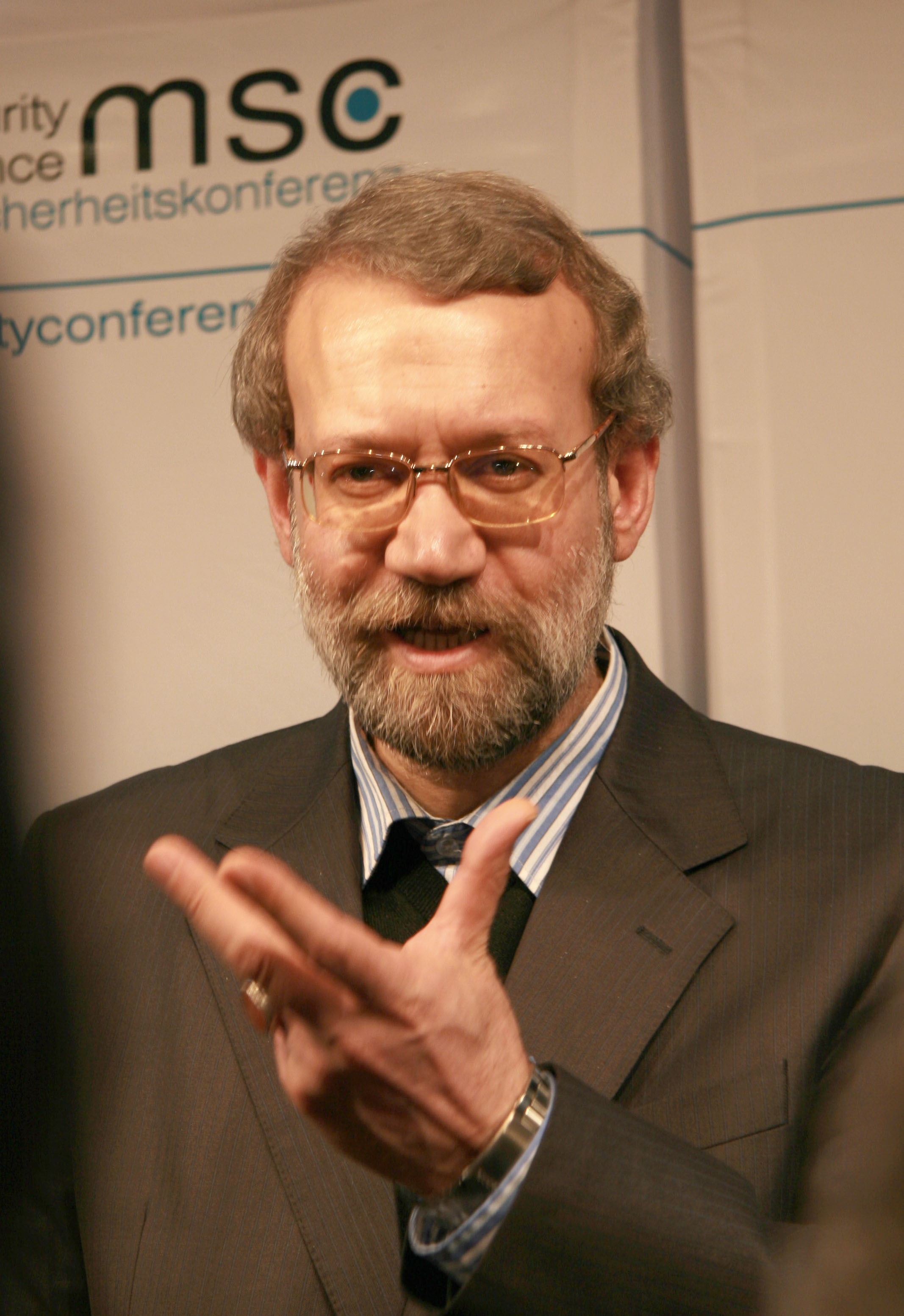
Ali Laridżani

Mazandaranie – indoeuropejska grupa etniczna zamieszkująca irańską prowincję Mazandaran nad Morzem Kaspijskim. 
Ich populację szacuje się na 1,8 miliona osób. Posługują się językiem mazandarani, który należy do grupy irańskiej języków indoeuropejskich. Większość osób wyznaje islam szyicki.
W średniowieczu Mazandaranie posiadali własne państwa, jednak od XVI wieku weszły one w skład Persji. 
Ludność mieszkająca na wybrzeżu Morza Kaspijskiego zajmuje się rybołówstwem lub uprawą ryżu, bawełny, cytrusów, tytoniu, czy herbaty. Z kolei w górach mieszkańcy trudnią się pasterstwem – hodują owce oraz kozy. Zachował się tradycyjny strój kobiecy – długie szare spodnie, plisowana barwna spódnica oraz ciemny, głęboko wycięty kaftan. Kultura materialna w większości odpowiada kulturze irańskiej. Pasterze mieszkający w górach zwykle są podzieleni na plemiona. Do głównych plemion należą Hadikulachowie oraz Palani.